# Adelophryne
Adelophryne es un género de anfibios anuros de la familia Eleutherodactylidae. Las especies del género se distribuyen por el norte de Sudamérica, al este de los Andes y en el estado de Bahía, Brasil.

## Especies
Se reconocen las siguientes 11 especies:
- Adelophryne adiastola Hoogmoed & Lescure, 1984
- Adelophryne amapaensis Taucce, Costa-Campos, Haddad & Carvalho, 2020
- Adelophryne baturitensis Hoogmoed, Borges & Cascon, 1994
- Adelophryne glandulata[3] Lourenço de Moraes, Ferreira, Fouquet & Bastos, 2014
- Adelophryne gutturosa Hoogmoed & Lescure, 1984
- Adelophryne maranguapensis Hoogmoed, Borges & Cascon, 1994
- Adelophryne meridionalis[4] Santana, Fonseca, Neves & Carvalho, 2012
- Adelophryne michelin Lourenço-de-Moraes, Dias, Mira-Mendes, Oliveira, Barth, Ruas, Vences, Solé & Bastos, 2018
- Adelophryne mucronata[5] Lourenço-de-Moraes, Solé & Toledo, 2012
- Adelophryne pachydactyla Hoogmoed, Borges & Cascon, 1994
- Adelophryne patamona MacCulloch, Lathrop, Kok, Minter, Khan & Barrio-Amoros, 2008